# Ізабелін (Леґьоновський повіт)
Ізабелін (пол. Izabelin) — село в Польщі, у гміні Непорент Леґьоновського повіту Мазовецького воєводства.
Населення — 230 осіб (2011).
У 1975-1998 роках село належало до Варшавського воєводства.

## Демографія
Демографічна структура станом на 31 березня 2011 року:
|          | Загалом | Допрацездатний вік | Працездатний вік | Постпрацездатний вік |
| -------- | ------- | ------------------ | ---------------- | -------------------- |
| Чоловіки | 116     | 20                 | 85               | 11                   |
| Жінки    | 114     | 24                 | 69               | 21                   |
| Разом    | 230     | 44                 | 154              | 32                   |